# Herzogtum Holstein
Das Herzogtum Holstein entstand 1474 aus der norddeutschen Grafschaft Holstein-Rendsburg. Der dänische König Christian I. war damals in Personalunion auch Herzog von Schleswig und Graf von Holstein-Rendsburg und erreichte bei Kaiser Friedrich III., dass Holstein-Rendsburg zum unmittelbaren Reichslehen Holstein erhoben wurde. Christian selbst wurde mit dem neu entstandenen Herzogtum belehnt.
Das Herzogtum war deutschsprachig, gehörte bis 1806 zum Heiligen Römischen Reich und wurde 1815 ein Gliedstaat des Deutschen Bundes. Allerdings war sein Herzog dauerhaft der dänische König, und es gehörte zum sogenannten Dänischen Gesamtstaat. Eine liberale und nationale deutschsprachige Bewegung wollte Holstein im 19. Jahrhundert gemeinsam mit Schleswig zu einem deutschen Gliedstaat mit deutschem Landesherrn machen; Schleswig war zwar kein Bundesglied, aber nach Ansicht der deutschen Nationalbewegung untrennbar mit Holstein verbunden. Gleichzeitig gab es in Dänemark Bestrebungen, Schleswig staatsrechtlich enger an die Krone zu binden. Dies führte zum Konflikt. In der Schleswig-Holsteinischen Erhebung von 1848 bis 1851 kämpften die deutschen Revolutionäre letztlich erfolglos gegen Dänemark.
Als der Konflikt aufgrund einer Verfassungsänderung in Dänemark wieder aufbrach, wurde Holstein im Jahr 1863 von Truppen des Deutschen Bundes besetzt. Nach dem Deutsch-Dänischen Krieg kam Holstein mit Schleswig und Lauenburg in ein Österreichisch-Preußisches Kondominium. Es wurde 1867, nach dem Deutschen Krieg, Teil der neuen preußischen Provinz Schleswig-Holstein, einen eigenen Herzog hatte es fortan nicht mehr.

## Geschichte

### Bis zum 17. Jahrhundert
Das Herzogtum Holstein geht zurück auf die drei sächsischen Stämme der Dithmarscher, Holsten und Stormarner, die im frühen Mittelalter im westlichen und zentralen Teil Holsteins siedelten. Im östlichen Teil jenseits der Schwentine siedelte zudem der slawische Stamm der Wagrier, und nördlich der Eider, die seit Karl dem Großen die Grenze markierte, siedelten Friesen und Dänen. Im Jahr 1111 wurden die Schauenburger, die knapp 350 Jahre Holsteins Geschichte prägen sollten, vom römisch-deutschen Kaiser mit der Grafschaft Holstein belehnt. Nach dem Aussterben der holsteinisch-rendsburgischen Linie der Schauenburger Grafen im Jahr 1459 wählte der Adel Holsteins und Schleswigs 1460 den dänischen König Christian I. zum gemeinsamen Landesherrn. Im Vertrag von Ripen erkannte Christian I. den Grundsatz der Untrennbarkeit von Schleswig und Holstein an, und so bildete sich die geschichtliche Einheit der beiden Territorien heraus, die schon zuvor ökonomisch und dynastisch unter den Schauenburgern teilweise verbunden gewesen waren. Dennoch blieb die Eidergrenze von Bedeutung, da Schleswig weiterhin ein dänisches und Holstein ein deutsches Reichslehen waren. Holstein verblieb somit Teil des Heiligen Römischen Reiches. Die Schleswig-Holsteinische Ritterschaft erhielt im Gegenzug für die Wahl König Christians durch den Vertrag von Ripen das Recht, die Nachfolger auf dem Herzogsthron jeweils selbst zu erwählen – die dänischen Könige wurden also nicht automatisch jeweils auch Herzöge von Schleswig und Holstein, sondern nur nach bestätigender Wahl durch die Ritterschaft. Damit wurde der zunächst lose Verbund der landtagsfähigen Ritter (und späteren adeligen Gutsbesitzer) des Landes als Stand mit weitreichenden Privilegien etabliert. Die Handfeste, wie der Vertrag historisch korrekt heißt, sicherte der Schleswig-Holsteinischen Ritterschaft noch etliche weitere Rechte zu, darunter u. a. die Kriegs-, Steuer- und Münzbewilligung. Weilte der König nicht im Land, was meist der Fall war, stellte die Ritterschaft zeitweise ein mehrköpfiges Regierungsgremium.
Mit der Erhebung Holstein-Rendsburgs zum reichsunmittelbaren Herzogtum Holstein entfiel die bestehende Lehnshoheit Sachsen-Lauenburgs, das mangels Macht diese nicht mehr durchsetzen konnte. Mit der Erhebung war auch der Anspruch verbunden, die Bauernrepublik Dithmarschen als Teil des Territoriums zu betrachten, die endgültige Unterwerfung des Gebietes gelang aber erst 1559.

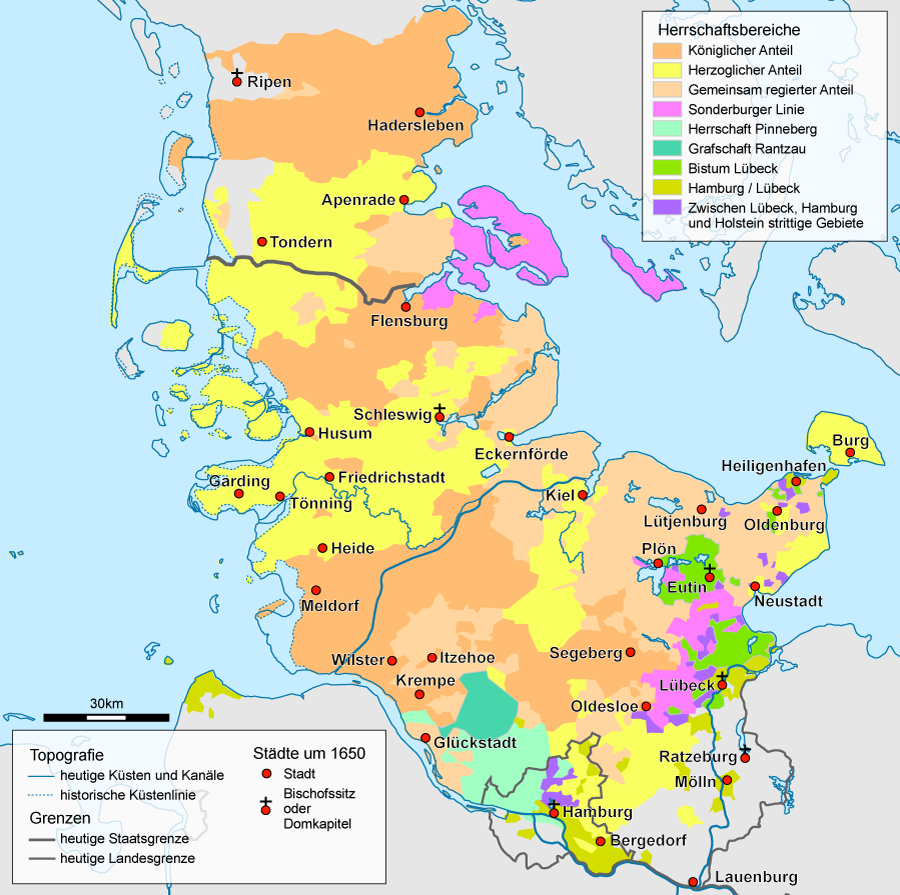
Schleswig und Holstein um 1650, beide Herzogtümer sind in einen Flickenteppich kleinerer Hoheitsgebiete aufgeteilt

Die Herzogtümer Schleswig, Holstein und Lauenburg nach dem Deutsch-Dänischen Krieg 1864. Im Zuge der Gasteiner Konvention übernahm Preußen die Verwaltung Schleswigs und Lauenburgs, Österreich verwaltete Holstein

Nach einer ähnlichen Erbteilung zwischen 1490 und 1524 wurden im Jahre 1544 die Herzogtümer Schleswig und Holstein von Christian III. in drei vom fiskalischen Aufkommen her gleiche Anteile geteilt, die sich wie ein Flickenteppich über die beiden Territorien verteilten: in einen königlichen dänischen Anteil und in je einen herzoglichen Anteil für seine beiden Halbbrüder, die die Nebenlinien Schleswig-Holstein-Hadersleben und Schleswig-Holstein-Gottorf begründeten. Bereits 1580 starb die Linie Hadersleben aus, ihre Gebiete wurden auf die beiden anderen Linien aufgeteilt. Die Teilung des Herzogtums bezog sich auf die Abgaben und Steuern, die Regierung dagegen lag gemeinschaftlich bei den anfangs drei und dann später nur noch zwei regierenden Häusern, dem dänischen Königshaus und dem herzoglichen Haus Gottorf.
Weitere Aufteilungen Holsteins, um nachgeborene Söhne mit Abgaben und Steuern zu versehen, wodurch weitere nicht herrschende, sondern rein titulare Linien entstanden, schlossen jedoch deren Beteiligung an der Regierung aus (Abgeteilte Herren). Die Grafschaft Holstein-Pinneberg fiel 1640 ans Herzogtum, wodurch ganz Holstein wieder unter einer Regierung vereint war. Steuerlich zählte das ehemalige Holstein-Pinneberg fortan allein zum königlichen Anteil.

### 18. bis 19. Jahrhundert
Im Vorfeld des Großen Nordischen Krieges entfremdeten sich die königliche Linie und die herzogliche Linie Gottorf voneinander, so dass 1713 Dänemark den herzoglichen Anteil Schleswigs besetzte. Als Lehnsherr entzog der dänische König dem Hause Gottorf das Herzogslehen Schleswig wegen Felonie. Von da an war Schleswig wieder vereinigt in allein königlicher Regierung. Die Linie Gottorf behielt ihre Besitzungen und Mitregierung in Holstein, weil dort der Kaiser und nicht der dänische König ihr Lehnsherr war. Durch die Verleihung des Großfürstentitels an den Gottorfer Herzog Karl Peter Ulrich begann die sogenannte Großfürstliche Zeit. In dieser Zeit entstand das Corpus Constitutionum Regio-Holsaticarum.
Im Zuge des Gebietstausches im Vertrag von Zarskoje Selo 1773 erhielt der dänische König auch die bis dahin nicht von ihm kontrollierten Anteile des Herzogtums Holstein.
Nach der Auflösung des Römisch-Deutschen Reichs im Jahre 1806 erließ der dänische König ein Inkorporationspatent, welches Holstein zwar de jure an das Königreich Dänemark anschloss, das aber faktisch wirkungslos blieb, da alle Gesetze und Gewohnheitsrechte vorläufig ihre Gültigkeit behalten sollten, Holstein weiterhin getrennt vom Königreich verwaltet wurde und der König auf seine Titulaturen als Herzog von Holstein nicht verzichtete. Die nur nominelle Inkorporation wurde 1815 mit der Gründung des Deutschen Bundes wieder aufgehoben, als das deutschsprachige Herzogtum Holstein Teil der Nachfolgeorganisation des alten Reiches und der dänische König somit in seiner Eigenschaft als Herzog von Holstein wieder deutscher Bundesfürst wurde.
Als Parlament wurde ab 1834 die Holsteinische Ständeversammlung mit Sitz in Itzehoe eingerichtet, die jedoch durch einen hohen Grundbesitzzensus nur etwa 3 % der Bevölkerung vertrat. Im Jahr 1848 spitzten sich die nationalpolitischen Auseinandersetzungen um das benachbarte Schleswig zu und in Kiel etablierte sich zeitgleich mit der Märzrevolution in Kopenhagen eine deutschgesinnte Provisorische Regierung, die die sogenannte Schleswig-Holsteinische Erhebung einleitete. Nach Ende des Krieges kehrte Holstein zum Dänischen Gesamtstaat zurück. In Folge verschärfte sich jedoch der deutsch-dänische Dissens insbesondere an der Verfassungsfrage, was zur Bundesexekution (Besetzung) Holsteins durch Bundestruppen im Dezember 1863 führte. Im Folgejahr erklärten Preußen und Österreich Dänemark den Krieg und marschierten im Februar 1864 in Schleswig und im übrigen Jütland ein.
Im Ergebnis des Deutsch-Dänischen Krieges kam Holstein mit Schleswig und Lauenburg in ein Österreichisch-Preußisches Kondominium. 1865 einigten sich die beiden Landesherren Österreich und Preußen darauf, dass Österreich Holstein verwaltete und Preußen gewisse Sonderrechte erhielt. Nach dem Deutschen Krieg im Sommer 1866 trat Österreich seine Rechte an Preußen ab. So wurde Holstein 1867 schließlich als Teil der neu gebildeten Provinz Schleswig-Holstein in den preußischen Staat eingegliedert.

### Gegenwart
Heute ist das Gebiet des früheren Herzogtums ein Teil des Bundeslandes Schleswig-Holstein. Zum heutigen Landesteil Holstein gehören noch zusätzlich Gebiete der ehemals eigenständigen Freien Hansestadt Lübeck, des Fürstentums Lübeck und des Herzogtums Lauenburg sowie die ehemals schleswigsche Insel Fehmarn. Die bis dahin holsteinische Stadt Altona und andere kleinere Gemeinden gehören seit dem Groß-Hamburg-Gesetz von 1937 (das zugleich Lübeck dem Landesteil Holstein zuschlug) zur Hansestadt Hamburg.